# جان الأول
جون الأول ملك فرنسا (بالفرنسية: Jean Ier de France)‏ (15 نوفمبر 1316 - 20 نوفمبر 1316) ولد بعد وفاة والده لويس العاشربأربعة أشهر و هو ما أكسبه كنية اليتيم و توفي بعد خمسة أيام ليكون الملك الوحيد لفرنسا الذي حكم من ولادته الى وفاته وفي الفترة الفاصلة بين ولادته و وفاة والده تولى عمه فيليب الملك الرضيع الذي حكم فرنسا لمدة خمسة أيام حتى توفي وخلفه عمه الملك فيليب الخامس.